# اعتلال بيضاء الدماغ مع الأجسام شبه الكروية المحورية
اعتلال بيضاء الدماغ مع الأجسام شبه الكروية المحورية هو نوع نادر من اعتلال بيضاء الدماغ ويصنف من أمراض التنكس العصبي. وهو سبب الخرف الحاد وتحت الحاد الذي ينتج عن تأذي مناطق معينة من الدماغ. تصاب المادة البيضاء والمحاور العصبية ويؤدي تورمها إلى تشكيل الأجسام شبه الكروية.
تعزى ندرة هذا المرض وقلة انتشاره إلى تشابه أعراضه مع الكثير من الاضطرابات الشائعة ويؤدي ذلك إلى تشخيصه بشكل خاطئ. يصيب اعتلال بيضاء الدماغ البالغين بشكل شائع، وقد يبدأ في سن الطفولة، تظهر الإصابة على التصوير بالرنين المغناطيسي بشكل مماثل للتصلب المتعدد المترقي، ويشخص بشكل خاطئ على هذا الأساس. قد ينتج هذا المرض عن طفرة في جين CSF1R وينتقل بشكل وراثي سائد.

## الأعراض والعلامات
تختلف الأعراض والعلامات من شخص إلى آخر. تظهر جميع الأعراض لدى بعض الأفراد، بينما يظهر عدد قليل منها لدى البقية. يختلف سير المرض أيضًا بين الأفراد ويؤدي ذلك إلى تغير الأعراض مع مرور الوقت. تؤدي أذية الميالين إلى ظهور مجموعة من العلامات والأعراض العصبية. تصنف الأعراض الأكثر شيوعًا إلى أعراض نفسية، وذهانية، وعصبية.

### الأعراض العامة
- تغييرات الشخصية: اللامبالاة الاجتماعية، والاكتئاب.
  - فقدان الذاكرة.
  - فقدان الوظيفة التنفيذية: تراجع القدرة على التخطيط وحل المشكلات.
- نوب الاختلاج.
- تدهور حاد في قدرات التفكير والاستدلال (الخرف).
  - تراجع المهارات الحركية، وقد يواجه الكثيرون صعوبة في المشي.
- يمكن أن تحدث أنماط متعددة من الشذوذ الحركي كالباركنسونية وتشمل أعراضها: بطء الحركة، والرعاش، وتصلب العضلات.

تختلف هذه الأعراض من شخص لآخر، يفقد معظم المرضى الذين يعانون من هذه الحالة القدرة على المشي والتحدث والعناية بأنفسهم مع مرور الوقت.

## التشخيص
يعتمد تشخيص اعتلال بيضاء الدماغ على التاريخ الطبي والعائلي والاختبارات الجينية والتصوير الشامل والاختبارات الإضافية الأخرى. يعتبر تشخيص المرض صعبًا نظرًا لندرته الشديدة، تتشابه معايير تشخيص اعتلال بيضاء الدماغ بالأجسام شبه الكروية المحورية مع العديد من الاضطرابات التنكسية العصبية. يشمل التشخيص التفريقي لهذا المرض مجموعة واسعة من الأمراض، ويجب إجراء الفحوصات الخاصة به بشكل دقيق لوضع التشخيص النهائي.

### معايير التشخيص

#### الميزات الأساسية
- عمر الإصابة بالمرض ≤ 60 عامًا. [5]
- وجود أكثر من اثنتين من العلامات والأعراض السريرية التالية:
  - القصور الإدراكي أو ظهور أعراض الاضطرابات النفسية.
  - العلامات الهرمية.
  - الباركنسونية.
  - الصرع.
- الوراثة السائدة أو الحدوث الإفرادي.
- ظهور النتائج التالية بالتصوير المقطعي المحوسب للدماغ أو التصوير بالرنين المغناطيسي:

- آفات ثنائية الجانب في المادة البيضاء.
- ترقق الجسم الثفني.

يمكن استبعاد الأسباب الأخرى لاعتلال بيضاء الدماغ كالخرف الوعائي، والتصلب المتعدد، وحثل المادة البيضاء.

## آلية المرض
ما تزال آلية تطور اعتلال بيضاء الدماغ بالكريات المحورية العصبية غير واضحة وتختلف باستمرار مع إجراء المزيد من الأبحاث حولها. أظهرت بعض هذه الآليات أهمية سريرية فيما يتعلق باختبار الأفراد بعض الأعراض المعينة وتحديد المناطق الدماغية المصابة بشكل ثابت.
في الحالة الطبيعية، يلعب الفص الجبهي من دماغنا دورًا هامًا في الوظائف التنفيذية عالية المستوى. وُجد أن التلف السائد في المادة البيضاء داخل هذا الفص متوافق مع تطور العلامات والأعراض النفسية والسلوكية المرتبطة باعتلال بيضاء الدماغ بالكريات المحورية العصبية. ترتبط الأعراض الكامنة الملاحظة في حالة الخرف الجبهي الصدغي التي يمكن رؤيتها بشكل شائع عند الإصابة باعتلال البيضاء بالكريات المحورية العصبية مع تلف الفص الصدغي. يوجد عدم ارتباط هائل بين فصوص الدماغ ما يعكس الأعراض العصبية النفسية الشائعة في هذا المرض.
غالبًا ما تتطور حالة من الرنح، الذي يتعلق بالحركات الإرادية اليومية للعضلات، لدى جميع المرضى حتى أولئك غير المصابين بتلف في المخ ما يشير إلى احتمال وجود تلف صغير في المخيخ أو آفات منتشرة في المادة البيضاء للمخ.